# إرفينغ ويليام
إرفينغ ويليام (بالإنجليزية: Irving Hale) هو عسكري أمريكي، ولد في 28 أغسطس 1861 في نيويورك في الولايات المتحدة، وتوفي في 26 يوليو 1930 في دنفر في الولايات المتحدة.